# Televisió per cable
La televisió per cable és un sistema de televisió transmès a través de radiofreqüència per cable coaxial o pols de llum a través de cables de fibra òptica.

## Característiques

### Avantatges
Aquest sistema sorgeix per la necessitat en certes zones geogràfiques que no gaudeixen de bona recepció dels senyals de radiofreqüència. A això se li suma el motiu de caràcter estètic pel qual les ciutats són estèticament menys agradables en estar plenes d’eixams d’antenes. A més, cal afegir que aquest tipus de transmissió no està sotmès a les limitacions d’espectres d’ones de ràdio establert per normatives internacionals i nacionals.

### Cableoperadors
L’operador de cable és una nova figura comercial que rep les emissions (generalment per satèl·lit) i les transmet als domicilis mitjançant una xarxa de cables prèviament establerta.
Aquestes empreses, que acostumen a ser particulars, cobren el servei, de manera que l’abonat paga unes quotes anuals per poder fer-ne ús.
Alguns dels cableoperadors actius són: Antina, Flow, Fibra Óptica, Gigared, Supercanal, Telecentre i Telered.

### Freqüències de cable
La televisió per cable utilitza unes freqüències prohibides per als sistemes de televisió convencional, que es troba entre els 69 i 173 MHz, generalment utilitzades per a comunicacions marítimes i aèries, a les quals no afecta perquè el sistema de transmissió no és un sistema radiant.

### Receptors
Amb la televisió per cable, són necessaris uns receptors diferents dels convencionals, per poder sintonitzar els valors de freqüència anteriorment mencionats. Així, cal obtenir o bé un convertidor o bé receptors moderns que ja ofereixen un sintonitzador ampliat a totes les freqüències.

### Estructura de la distribució
L'element més important és la central de recepció, processat i emissió del senyal. En la transmissió, hi participen un primer cable que cobreix tota una zona; els feeders, xarxes secundàries que transmeten només a una part determinada de la població; els drop cables, encarregats de la connexió de l’abonat a la xarxa general.
També hi participen amplificadors intermedis (tant en la línia principal com en les secundàries) a causa de les atenuacions que pateix el senyal al llarg de la seva transmissió.
Finalment, hi ha un transformador a les llars que conforma l'equip terminal.

## Arquitectura
Encara que existeixen diverses topologies de xarxa a continuació es descriu, de forma esquematitzada, una que inclou els elements principals d'una xarxa CATV. A fi de simplificar, no es descriu la possibilitat d'interactivitat a través de la mateixa xarxa, en sentit ascendent, per a serveis del tipus pay-per-view o fins i tot per facilitar connexió a Internet. Els elements components de la xarxa descrita són:

### Capçalera
La capçalera és el centre de la xarxa encarregat d'agrupar i tractar els diversos continguts que es transmetran per la xarxa. En la Figura 1, es pot veure com s'aplica a una matriu de commutació, senyals de vídeo de procedència molt diversa.
Així tenim receptors de programes via satèl·lit, uns altres de televisió terrestre o senyals de vídeo procedents d'un centre de producció local. Per raons de simplificació solament es representen nou senyals d'entrada a la matriu, però el seu nombre pot ser molt major, tantes com a canals faciliti l'operador de la xarxa.
Després de passar per la matriu, els senyals de vídeo són modulats per col·locar a cadascun d'ells en un canal diferent i poder agrupar-los en el combinador per formar el senyal compost que s'enviarà al Terminal Capçalera de Xarxa situat en la mateixa localitat de la capçalera. Altres senyals són injectats a codificadors analògic/digitals per ser enviats mitjançant trames de la xarxa SDH o ATM a capçaleres remotes de redifusió situades en altres poblacions diferents de la Capçalera principal.
Així mateix, en la capçalera, es reagrupen tots els senyals de dades provinents dels cablemòdems situats a casa del receptor. Aquests senyals són injectats al CMTS, on es gestionen els serveis de dades, telefonia, Internet, VOD, entre d'altres.
Principalment es coneix com head-end.

### Terminal capçalera de xarxa
El terminal capçalera de xarxa és l'encarregat de rebre el senyal elèctric generat en la capçalera i transformar-la en senyal òptic per al seu enviament per fibra als diversos centres de distribució repartits per la població.
En la Figura 2 es poden observar els elements que componen aquest terminal així com els encarregats de la distribució i repartiment, que es descriuen a continuació.

### Centre de distribució
Al centre de distribució, el senyal òptic es converteix novament en elèctrica i es divideix per aplicar-la als distribuïdors.
En cada distribuïdor tenim un amplificador per elevar el nivell del senyal, atenuada per la divisió. A continuació la convertim novament en òptica i mitjançant fibra s'encamina fins a la proximitat dels edificis a servir, és el que es denomina fibra fins a la vorera, encara que això no sigui enterament exacte. Aquestes fibres acaben en les denominades Terminacions de Xarxa Òptica.

### Terminació de xarxa òptica
La terminació de xarxa òptica és l'última baula de la xarxa. Col·locades, generalment, en zones comunes dels edificis, com a garatges o cambres de comptadors, serveixen de terminal de les fibres fins a la vorera (Fiber Deep) que porten els senyals òptics que seran convertides novament en elèctriques i aplicades a un distribuïdor mitjançant cables coaxials, per portar el senyal de televisió als domicilis dels abonats al servei.

## Altres serveis basats en cable
Els cables coaxials són capaços de transportar senyals bidireccionalment així com la transmissió de grans quantitats de dades. Els senyals de televisió per cable només utilitzen una part de l'amplada de banda disponible a través de línies coaxials. Això deixa molt espai disponible per a altres serveis digitals com ara Internet per cable, telefonia per cable i serveis sense fil, utilitzant tant espectre sense llicència com amb llicència. L'Accés a Internet de banda ampla s'aconsegueix mitjançant un cable coaxial mitjançant l'ús de mòdems per cables per convertir les dades de la xarxa en un tipus de senyal digital que es pot transferir per cable coaxial. Un problema amb alguns sistemes de cable és que els amplificadors més antics col·locats al llarg de les rutes del cable són unidireccionals, per tant, per permetre la càrrega de dades, el client hauria d'utilitzar un mòdem telefònic analògic per proporcionar la connexió amunt. Això va limitar la velocitat ascendent a 31,2 Kbp/s i va impedir la comoditat que normalment ofereix Internet de banda ampla. Molts sistemes de cable grans han actualitzat o estan actualitzant els seus equips per permetre senyals bidireccionals, cosa que permet una major velocitat de càrrega i una comoditat sempre activa, tot i que aquestes actualitzacions són cares.
A l'Amèrica del Nord, Austràlia i Europa, molts operadors de cable ja han introduït el servei de telèfon per cable, que funciona igual que els operadors de línia fixa existents. Aquest servei implica la instal·lació d'una interfície telefònica especial a les instal·lacions del client que converteix els senyals analògics del cablejat a casa del client en un senyal digital, que després s'envia al bucle local, substituint l'última milla, o servei telefònic antic (POTS) fins al centre de commutació de l'empresa, on està connectat a la xarxa telefònica commutada pública (PSTN). L'obstacle més gran per a la telefonia per cable El servei és la necessitat d'un servei gairebé 100% fiable per a trucades d'emergència. Un dels estàndards disponibles per a la telefonia digital per cable, PacketCable, sembla ser el més prometedor i capaç de treballar amb les exigències de la qualitat de servei (QOS) del servei tradicional analògic del servei telefònic antic (POTS). L'avantatge més gran del servei de telefonia digital per cable és similar a l'avantatge del cable digital, és a dir, que les dades es poden comprimir, la qual cosa dona com a resultat una amplada de banda molt menor que un ci analògic dedicat servei commutat per circuits. Altres avantatges inclouen una millor qualitat de veu i la integració a una xarxa de Voice over Internet Protocol (VoIP) que ofereix trucades barates o il·limitades a escala nacional i internacional. En molts casos, el servei de telefonia digital per cable és independent del servei de mòdem per cable que ofereixen moltes companyies de cable i no depèn del trànsit del Protocol d'Internet (IP) ni d'Internet.
Els proveïdors tradicionals de televisió per cable i les empreses tradicionals de telecomunicacions competeixen cada cop més en la prestació de serveis de veu, vídeo i dades als domicilis. La combinació de televisió, telèfon i accés a Internet s'anomena comunament "triple play", independentment de si l'ofereixen el CATV o la telcos.

## Història
El febrer de 1949, a la ciutat nord-americana d'Astoria (Oregon), l'enginyer Leroy "Ed" Parsons va muntar una petita xarxa que es pot considerar precursora de la televisió per cable. Estava constituïda per un sistema d'antenes, amplificadors i mescladors de senyal. Aquest senyal combinat era distribuït mitjançant cable als seus veïns, que d'aquesta forma podien veure diversos programes sense necessitat de disposar d'antenes i amb un bon nivell de qualitat. El maig de 1968, Parsons va ser reconegut com a pare de la televisió per cable i es va erigir un monument en el seu honor en l'avui anomenada "Columna d'Astoria" (Astoria Column) a Coxcomb Hill. No obstant això, alguns experts teòrics en la comunicació es van mostrar escèptics davant les possibilitats que veien limitades.
Els primers operadors de cable a Espanya es denominen operadors de cable històric.

### Televisió per cable a Espanya
En 1972, la llavors Direcció general de Radiodifusió i Televisió, d'Espanya, i la llavors Companyia Telefònica Nacional d'Espanya, van arribar a un acord pel qual es regulava la col·laboració de la telefònica en els plans d'implantació al país de la televisió per cable. L'acord implicava passar cable primer a Madrid i Barcelona, i més tard en altres capitals on es decidís implantar el servei. Les xarxes es posarien a la disposició de la Direcció general per un termini de 10 anys amb possibilitats d'ampliació. La fase inicial abastava a Madrid i Barcelona una àrea d'uns 8 km² (amb previsions d'ampliació de fins a 32 km², pràcticament el nucli urbà d'ambdues ciutats en aquells dies), i amb una capacitat de fins a 9 canals (4 d'ells de recepció directa i els restants amb convertidor). En 1976 el grau d'avanç de les xarxes estava molt avançat, però, a causa del canvi polític, les primeres xarxes de televisió per cable a Espanya no apareixerien fins a principis dels anys 80, especialment en la modalitat coneguda com a vídeo comunitari, on en un edifici o grup d'edificis s'enviava a través del sistema d'antena col·lectiva de TV el senyal d'un reproductor de vídeo mitjançant el qual un "administrador del sistema" passava pel·lícules a canvi d'un cànon televisiu.
Aquestes pseudoxarxes, especialment a causa dels conflictes dels drets d'exhibició, van ser evolucionant i a la fi de la dècada dels 80 sorgeixen les primeres xarxes de CATV que ja emetien, al costat dels canals espanyols de televisió terrestre, diversos canals estrangers, la majoria procedents de satèl·lits, i fins i tot afegien algun de producció pròpia, especialment de caràcter local, per fer-los més atractius. Aquestes xarxes han estat operant en l'alegalitat, ja que no va existir un marc legal regulador fins que es va promulgar, el 22 de desembre de 1995, la Llei 42/1995 de les Telecomunicacions per Cable.
La Llei 32/2003 General de les Telecomunicacions va derogar la llei 42/1995 gairebé íntegrament, establint al seu torn un nou marc regulador contingent de les televisions per cable, domini públic radioelèctric, serveis de la societat de la informació, etc. La Llei 9/2014 General de les Telecomunicacions va venir a succeir i actualitzar l'anterior, traslladant les directives europees la Directiva 2009/136/CE i Directiva 2009/140/CE. La major part de xarxes de cable històric i els grans operadors ofereixen ja triple play i quadruple play.